# Padstow
Padstow és port de pescadors situat en la costa nord de Cornualla, en una petita vall al costat esquerre de l'estuari del riu Camel.

## Llocs d'interès

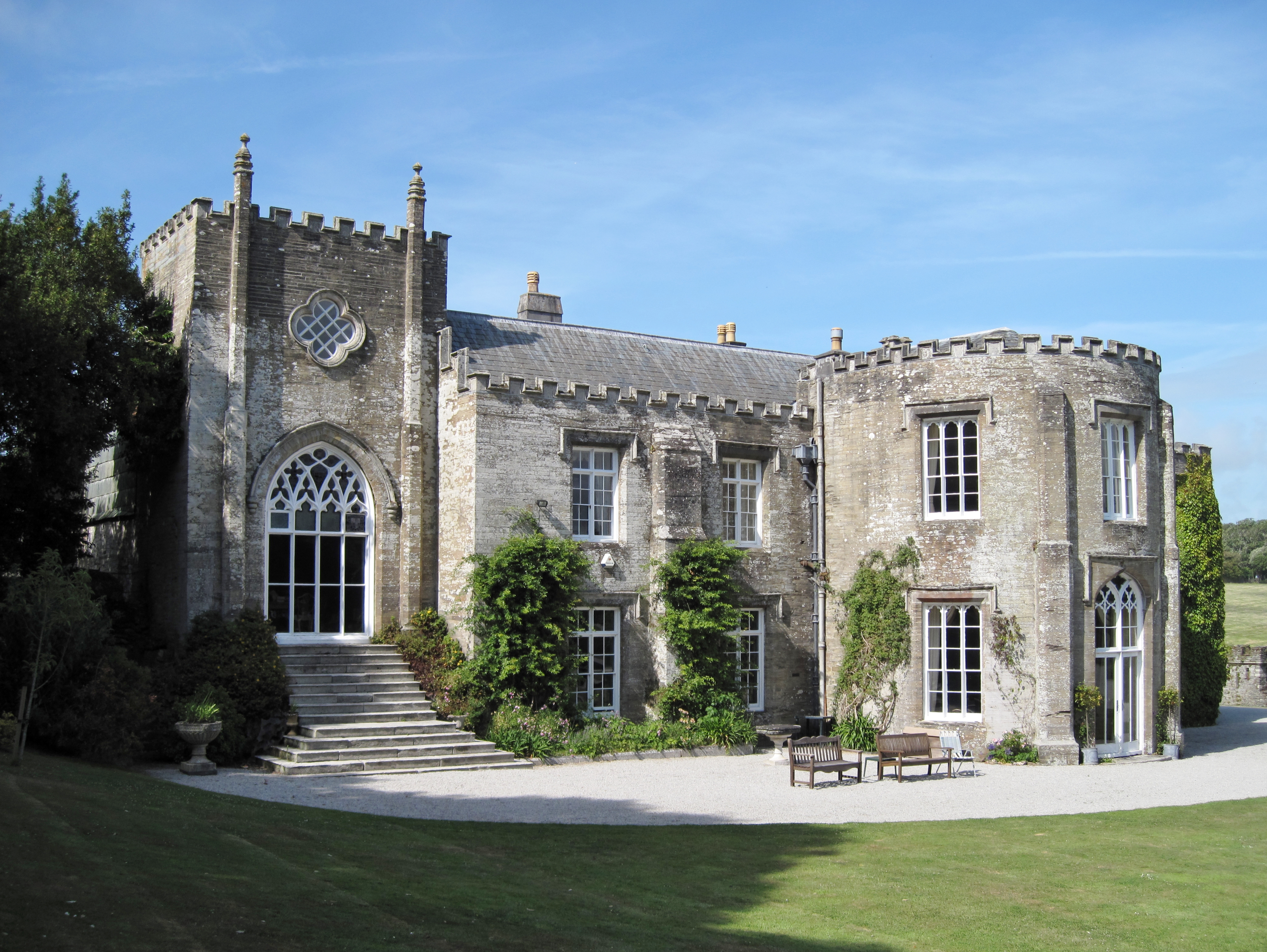
Prideauz Place

Prideaux Place és una mansió d'estil de l'època d'Elisabet I i habitada per la mateixa família que la va fer construir, la família Prideaux. La mansió es va acabar de construir el 1592, a una finca que la família Prideaux va comprar al prior de Bodmin a l'època de la dissolució dels monestirs. La casa té 81 habitacions i l'ala nord, actualment inaccessible als visitants, segueix tal com era el dia en què el 121 Batalló d'Enginyers de Combat de l'Exèrcit nord-americà va marxar de Prideaux per al Desembarcament de Normandia.
Està envoltada per un parc arbrat i jardins del s. XVIII amb un temple clàssic, un obelisc, una gruta i una exedra.
Quayside (moll en català): Al moll que dona al port de Padstow trobam cases del s. XVI, de granit i amb cobertes de pissarra. També hi ha l'antic palau de justícia amb una porta amb teuladet en forma de petxina. Abbey House que és un antic convent del s. XV convertit en residència privada. Darrere el moll hi ha un laberint de carrerons estrets i de passatges foscs dominats per cases altes, algunes de les quals presenten entramat de fusta i façanes en volada.

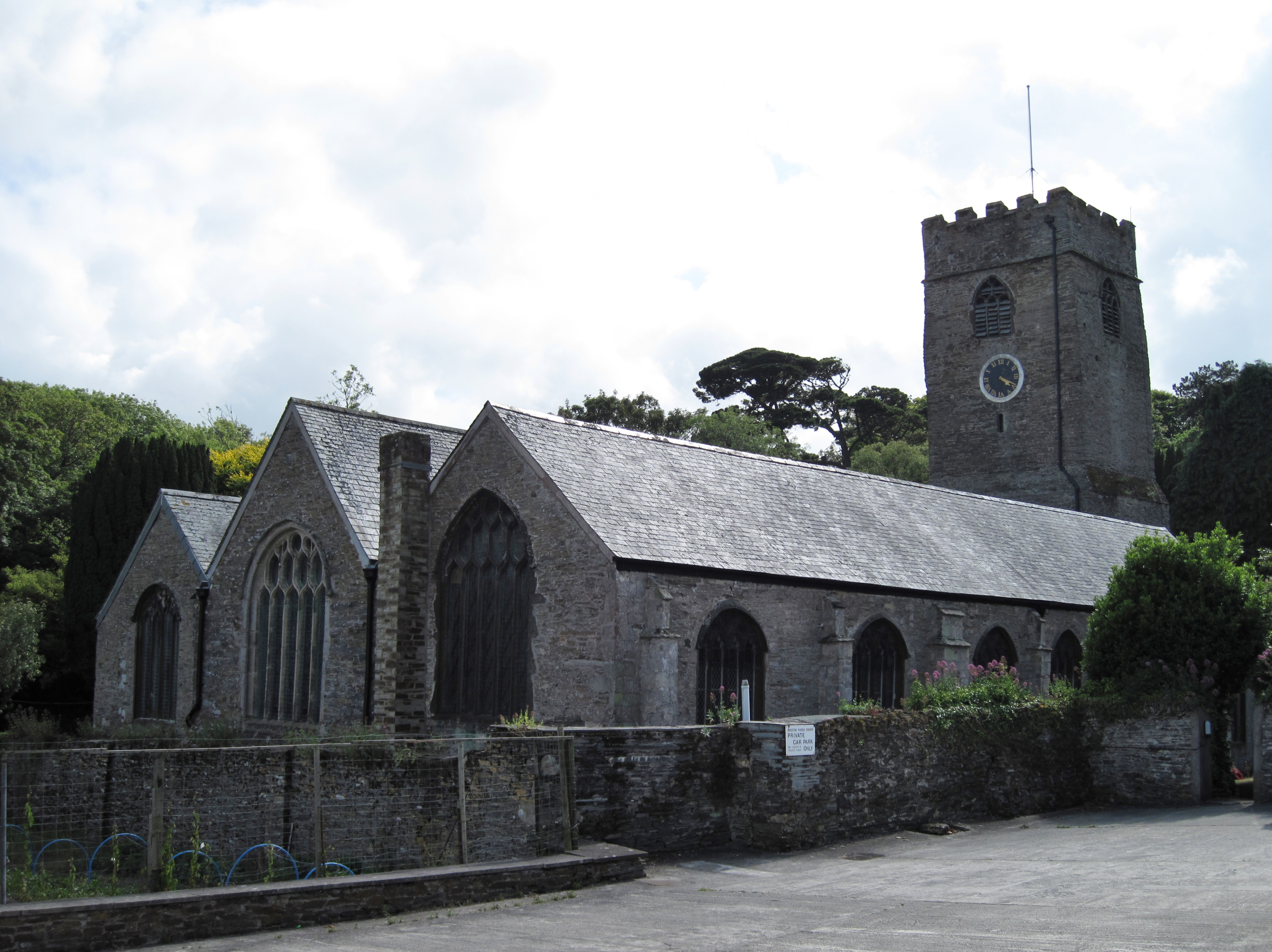
Església de Sant Petroc

Església de Sant Petroc: L'actual estructura data del s. XII, amb la base de la torre com una de les primeres característiques. La major part de l'església data del segle xv, amb la capella de la Mare de Déu, al costat sud, amb les finestres d'estil gòtic flamíger, que es va construir com la capella del cavaller Sir John Nanfan que va morir al voltant de 1462. Als contraforts, a la part exterior d'aquesta capella, hi ha algunes de les millors talles de pedra a Cornualla. Una figura masculina jove (patge) amb una túnica curta portant l'escut d'armes de la família Nanfan. Als contraforts a cada costat d'aquest hi ha, a un, lleó sense cap i a l'altre un cérvol encadenat o un unicorn, que indiquen que Nanfan estava en servei del rei. Aquesta capella originalment tenia una estructura de pedra.
La pica baptismal data de la darreria del segle xv. A cada extrem de la tassa hi ha un àngel que sosté un llibre obert, als laterals es troben figures tallades dels apòstols, identificables pels seus emblemes, Sant Joan és l'únic apòstol afaitat.
Un altre tresor és el púlpit, on tots menys un dels sis panells de la trona són originals. Les talles són d'objectes vinculats amb la passió del Senyor incloent l'espasa amb l'orella de Malc. A la par superior de cada panell hi ha petxines de pelegrí, la insígnia dels pelegrins a Santiago de Compostela a Espanya.
A la cantonada sud-oest de l'interior, hi ha un memorial a Humphry Prideaux que el mostra a ell, la seva esposa i els seus quatre fills tots en vestits jacobins.